# 納普·拉傑威
拿破崙·拉傑威（英語：Napoleon Lajoie，/ˈlæʒəweɪ/，1874年9月5日—1959年2月7日），綽號「法國佬」，為美國職棒大聯盟的二壘手。20年職棒生涯曾效力過費城人、運動家與野馬/納普(今印地安人)等隊。

## 早年
拉傑威於1874年9月5日生於羅德島州的文索基特。其父親是一名移民美國的法裔加拿大人。一開始他們全家是居住在美國佛蒙特州的拉特蘭縣，後來才搬至文索基特。
拉傑威的父親是一名貨車司機，同時也是一名工人。不過他在拉傑威年紀很小的時候便去世了，因此拉傑威和他的兄弟姊妹從小就開始工作。拉傑威在小時候就輟學並進入紡織工廠工作，同時也在當地的半職業棒球隊打球。但是因為父母反對他從事棒球運動，因此他以「山迪」(Sandy)這個假名進入棒球隊打球。而他在棒球隊的這段期間，因為隊友不會念他的名字Lajoie，因此他有了新的別名「賴瑞」(Larry)。拉傑威後來也提到他小時候的偶像是King Kelly和查爾斯·拉德布恩兩位棒球員。
1896年，拉傑威離開文索基特的當地棒球隊，並加入了新英格蘭聯盟的球隊福爾里弗印地安人。他僅僅出賽80場比賽就敲出163支安打，各項打擊數據在球隊上都名列前茅。他的好表現也使得費城人、海盜與食豆人(今勇士)都看中了他。不過印地安人的老闆拒絕海盜隊500美元(今15366美元)的報價。

## 職業生涯

### 費城費城人與運動家
1896年8月9日，費城人隊以1500美元(今46098美元)簽下拉傑威和他的隊友Phil Geier。當時球隊總教練原本只打算簽下Geier，不過後來球隊接受拉傑威成為交易籌碼的一部分。
同年8月12日，拉傑威以一壘手身分登上大聯盟，而且在大聯盟首場比賽就敲出大聯盟首安。當時費城人隊的球星一壘手丹·布魯瑟茲準備退休，原本球隊打算讓左外野手艾德·迪拉杭提接手一壘的位置，不過迪拉杭提最後將這個位置讓給了當時還是菜鳥的拉傑威，並繼續待在熟悉的外野防區。1898年，球隊新任總教練George Stallings讓拉傑威成為二壘手，因為他認為以拉傑威的能力，任何位置他都可以守備。
1897年，拉傑威的打擊率為3成63，而且長打率是國聯第一。1898年，拉傑威拿下二壘安打王與打點王。1899年，他的打擊率為3成78，不過他卻因為和隊友埃爾默·弗里克打架受傷，造成這一年他僅出賽77場比賽。
當時費城人隊的老闆John Rogers是一個很吝嗇的人，他起初向拉傑威保證他的薪水會和迪拉杭提一樣多，不過後來拉傑威卻發現他的薪水比Delahanty少了400美元(今12292美元)。事後老闆趕緊把拉傑威的薪水調漲200美元。但是拉傑威已經對球隊感到失望，加上美國聯盟剛成立，因此他決定聆聽美聯球隊的報價，希望美聯球隊會給他更好的待遇。
1901年，美國聯盟正式成立，當時美國聯盟會以高薪去挖角國聯的明星球員。而因為費城人老闆拒絕給予拉傑威加薪，因此拉傑威跳槽至同樣位居費城的運動家隊。當時專門報導運動家隊的體育記者Frank Hough代表總教練Connie Mack給予拉傑威24000美元(今737568美元)的薪水，拉傑威也毫不猶豫地與球隊簽約。他也成為第一位從國聯跳槽至美聯的球星。這一年拉傑威的打擊率為4成26，寫下了美聯球員的單季打擊率紀錄。除了打擊率，該年拉傑威的二壘安打(48)、安打數(232)、得分(145)、上壘率(4成63)與長打率(6成43)都是大聯盟最高。其中單季48支二壘安打一度成為隊史紀錄。

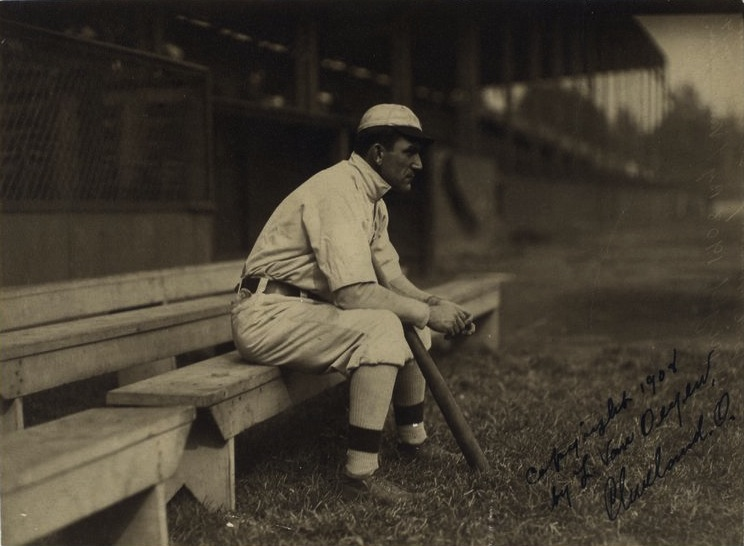
拉傑威，攝於1908年

1902年4月，賓夕法尼亞州最高法院否決了賓夕法尼亞州民事訴訟法院並維持了球員與國聯球團間的保留條款。當時費城人的老闆Rogers便制定了禁制令不准拉傑威在費城人隊以外的球隊打球。不過一名律師發現這條法律只適用在賓州內，對於在美聯打球的球員無法適用保留條款。後來運動家總教練Connie Mack將拉傑威和Bill Bernhard交易至戰績不佳的野馬隊(今印地安人)，畢竟野馬隊的老闆在運動家建立初期運營不順的時候有給予金錢上的援助。當時白襪隊的老闆Charles Comiskey也有意拉攏拉傑威進入白襪隊，不過最後未成功。

### 克里夫蘭野馬/納普
1902年6月4日，拉傑威首次以野馬球員身分出賽。而這場比賽就吸引了一萬名觀眾入場。當時野馬隊的戰績為11勝24敗，不過在拉傑威與Bernhard兩名球員的加入後，野馬隊在球季結束時拿下69勝67敗。拉傑威單季3成78的打擊率為美聯第一。當時有傳聞說巨人隊的總教練約翰·麥格勞想要簽下拉傑威，不過當時拉傑威表示他只想待在克里夫蘭。
在1902年與1903年大半個賽季中，拉傑威和隊友Elmer Flick都不會和球隊一起行動。因為受制於賓州的禁制令，他們無法在費城運動家的主場打球。因此只要球隊在運動家的主場比賽，拉傑威和隊友Bernhard就得跑到附近的大西洋城避避風頭。後來直到兩個聯盟在1903年9月結束惡性競爭，並且舉辦了第一屆的世界大賽，賓州的禁制令才失效。1903年球季前，由於拉傑威已成為隊上領袖，因此球隊以他的名字拿破崙(Napoleon)來取隊名納普(Nap)。這一年球隊拿下77勝63敗，拉傑威的單季打擊率為3成44，7轟93分打點。而他在休賽季罹患胸膜炎。
1904年球季，拉傑威因為對主審眼睛吐菸草汁而被禁賽。而球隊總教練Bill Armour也向球團遞出辭呈，於是拉傑威成為新任總教練。該年他以3成76打擊率蟬聯打擊王寶座，而他的安打數、二壘安打數、打點與長打率都是聯盟最高。不過他在擔任總教練的時候常常被說對球員不夠嚴格。
1905年7月，拉傑威在一次刺傷未處理的情況下發生敗血症。這個問題也影響到了拉傑威的比賽狀況，導致他後來進出球場都要倚靠輪椅，甚至還差點截肢。之後他便一路休息至8月28日才重返球場，不過中間他大小傷勢不斷，他無法上場比賽的時候只能待在板凳調度球員。該年他出賽65場比賽為生涯新低，球隊拿下76勝78敗。
1906年，拉傑威在安打數與二壘安打數於美聯稱霸，而納普隊也衝上美聯第三。拉傑威也在這一年結婚，並搬至克里夫蘭的郊區居住。
1907年球季，拉傑威因為敗血症復發缺席15場比賽。他還在球季間與隊友George Stovall吵架，還被Stovall用椅子砸傷頭部。最後拉傑威打擊率為2成99，生涯首度單季打擊率未能突破3成。該年球季結束後，老虎隊總教練Hughie Jennings認為泰·柯布沒辦法與隊友好好相處，因此想用他與印地安人交易拉傑威與Elmer Flick。不過最後這項交易被印地安人駁回了，畢竟他們可不想讓柯布的壞脾氣帶進球隊裡。1908年球季，印地安人以90勝64敗排名美聯第二，落後第一名的老虎僅半場勝差。而身為隊長的拉傑威也被一部分球迷怪罪是沒辦法拿下美聯冠軍的原因。而在數據方面，拉傑威的安打數排名美聯第三，柯布的打擊率、長打率和上壘率都是聯盟第一。不過有棒球學者認為這是因為拉傑威還同時擔任總教練，因此影響到比賽的成績。
後來拉傑威在1909年8月中要求老闆尋找新任總教練，表示自己只要做好球員的身分就好。於是球隊老闆拉拔Deacon McGuire成為新任總教練。這一年印地安人拿下71勝82敗，拉傑威3成24的打擊率排名美聯第三。隔年拉傑威打出生涯年，單季打擊率高達3成84，還有單季227安。不過球隊戰績依舊沒有起色，僅拿下71勝81敗。1911年他僅出賽90場比賽，而總教練也改由George Stovall擔任，而印地安人拿下80勝73敗。1912年5月，拉傑威在練習時背部扭傷，使得這一年他只有出賽117場比賽，這年印地安人拿下75勝78敗，而拉傑威的打擊率為3成68。1913年球季，拉傑威與總教練Joe Birmingham爆出不和，拉傑威甚至在被要求坐板凳後公開在記者面前大嗆Birmingham。這年拉傑威的打擊率為3成35，也是他生涯最後一次單季打擊率突破3成。
1914年9月27日，拉傑威擊出生涯3000安。他加入Cap Anson和何那斯·華格納的行列，成為史上第三位達成此紀錄的球員。不過該年他的打擊率僅2成58，是菜鳥年後最低的成績。而印地安人在這一年只有51勝102敗，寫下創隊以來最差戰績。拉傑威隨後也要求老闆將他交易，最後他回到前東家運動家。

### 重回運動家
1915年球季，拉傑威回到運動家。該年他的打擊率為2成80，但是球隊戰績卻只有43勝109敗。1916年是拉傑威的最後一個球季，他在生涯最後一場比賽擊出關鍵三壘安打，幫助先發投手Joe Bush在投出無安打時還能拿下勝投。儘管這一年他已經41歲，不過他的打擊率還是有2成46。然而球隊戰績依舊不見起色，只有拿下36勝117敗的最史最差成績。 

### 小聯盟與退休
1917年，42歲的拉傑威加入國際聯盟的多倫多楓葉隊。他以3成80打擊率拿下打擊王，並且幫助球隊拿下冠軍。1918年3月，原本拉傑威打算跟布魯克林羅賓(今道奇隊)簽約，不過大聯盟主席卻取消了這張合約，並強迫拉傑威成為自由球員。後來他在美國協會的球隊裡同時擔任球員與教練，而他也帶領球隊拿下第三名。當時正值一戰期間，拉傑威原本打算替美軍效力，不過美軍最後沒有批准拉傑威的申請。1918年12月27日，拉傑威宣布退休。

## 打擊王爭議
1910年，查莫汽車公司決定頒發一輛汽車給當年打擊率最高的球員。當時柯布的打擊率為3成83，而拉傑威的打擊率為3成76。不過老虎隊已經沒有剩餘的賽事，而納普隊還有與布朗隊的雙重賽還沒打完。
由於柯布在聯盟裡的人氣一直都不是太好，所以很多人(包含布朗隊在內)都希望拉傑威可以打敗柯布成為打擊王。當時布朗隊的總教練Jack O'Connor要求菜鳥三壘手Red Corriden往左外野方向後退，隨後拉傑威每一次打擊都往三壘方向觸擊，而他也都成功站上壘包。最後拉傑威在雙重賽8個打數8支安打，打擊率來到3成84，以.001的差距擊敗柯布。當時布朗隊的教練Harry Powell甚至還賄賂那場比賽的記錄員E. V. Parish，不過Parish沒有收取賄賂而是向聯盟主席Ban Johnson告發此事，最後O'Connor和Powell都被大聯盟永久禁賽。
Johnson隨後也介入調查，他發現柯布在9月24日有進行雙重賽，不過第二場的數據卻沒有計算在內。柯布在雙重賽的第二場3個打數擊出2支安打，因此他真正的打擊率為3成85，比拉傑威還要高。最後Johnson宣布拉傑威在雙重賽的其中一次犧牲觸擊為安打(9個打數9支安打)，而柯布的打擊率為3成85。為了平息爭議，Johnson要求查莫汽車公司各頒發一輛汽車給兩位球員。
1981年，The Sporting News的其中一名作家認為柯布在9月24日雙重賽第二場的打擊數據應該是9月25日的比賽數據誤植。所以他認為柯布在那年的打擊率為3成83。而究竟那一年誰才是真正的打擊王，到現在還是沒有一個明確的答案。

## 紀念

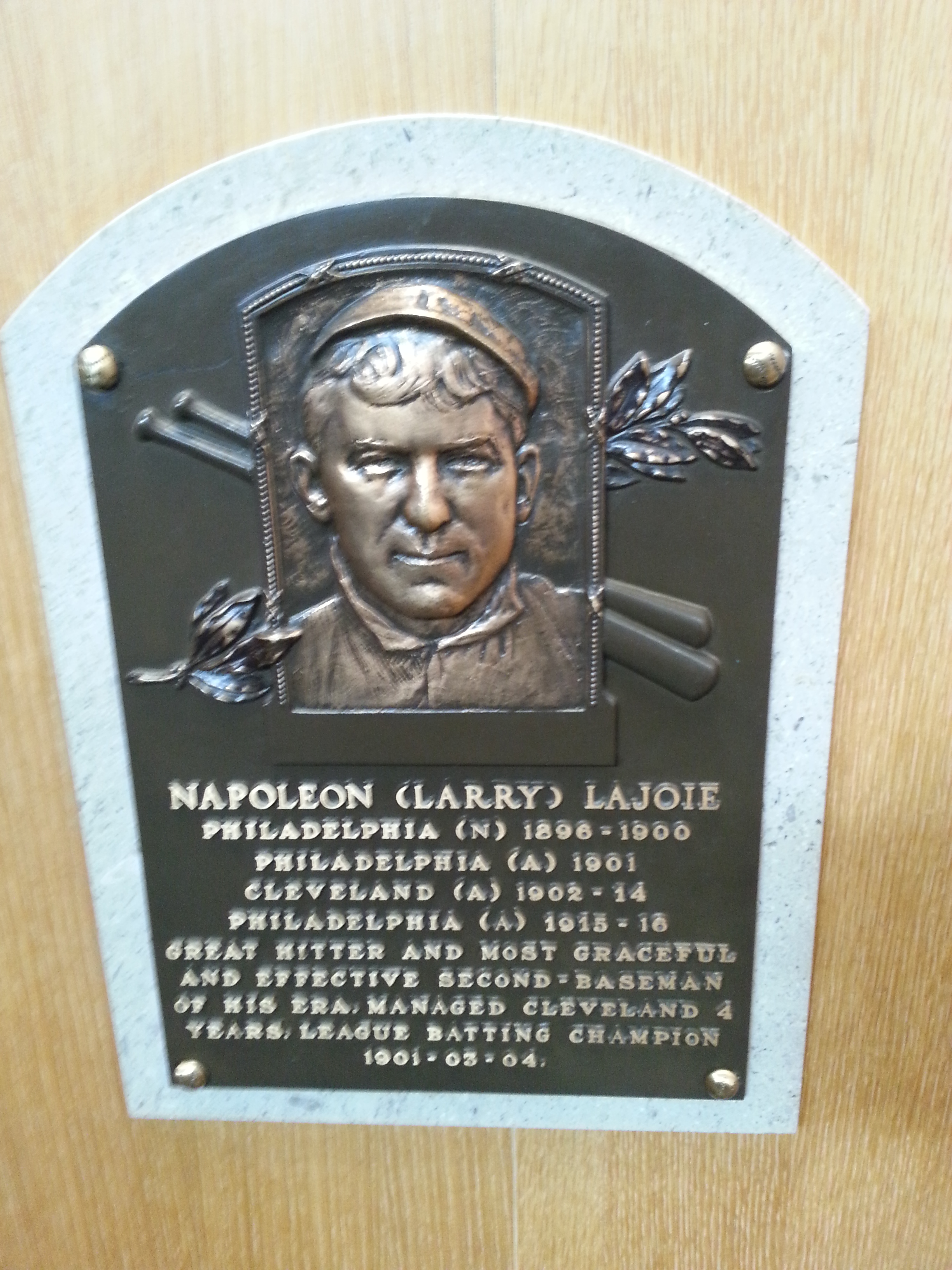
拉傑威在美國國家棒球名人堂暨博物館裡的名人堂匾額

拉傑威的生涯打擊率為3成38，3243支安打也一度成為大聯盟第二多。生涯一共拿過一次打擊三冠王、5次打擊王、一次全壘打王和3次打點王，最終他在1937年入選名人堂。
1959年2月7日，84歲的拉傑威因為肺炎引發的併發症在佛羅里達州去世。1999年，The Sporting News將拉傑威評選為史上最傑出的百大棒球員中的第29名。
1949年，美國詩人Ogden Nash在他的詩集Line-Up for Yesterday裡提到了拉傑威。

## 外部連結
- 球員資訊和成績在MLB，ESPN，Baseball-Reference，Fangraphs（英文）
- 納普·拉傑威在台灣棒球維基館上的頁面（繁體中文）